# Simão, o Zelote
São Simão ou Simão Apóstolo, dito Simão, o Zelote ou Simão, o Cananeu, natural da Galileia, foi um dos discípulos de Jesus Cristo que fazia parte do grupo dos doze apóstolos. É referido como o Cananeu de acordo com o Livro de Mateus  Livro de Marcos (Mc 3:16-19) e como o Zelote no Livro de Lucas e em Atos dos Apóstolos.
A palavra grega Cananeu e a palavra Zelote, derivada do aramaico e significam a mesma coisa: "zeloso". Supõe-se por esse apelido que Simão pertencia à seita judaica conhecida como zelotes.

## Ministério
Não se sabe ao certo qual teria sido o ministério de Simão posteriormente. Algumas tradições o colocam como grande auxiliador no estabelecimento do cristianismo no Egito, juntamente com São Marcos e Filipe na Síria, entretanto, pode ter evangelizado também pelo norte da África, pela Ásia menor e Espanha. Daí, pode ter partido com São Judas Tadeu para a Mesopotâmia e a Síria, onde se encontrou com outros Apóstolos que por ali evangelizavam. Em seguida, partira para a Pérsia. Sua pregação era bem parecida com a dos outros quatro apóstolos que foram para o Oriente, tida por alguns como ascética e judaica, tal como aquelas preservadas na Epístola canônica de Judas.

## Martírio

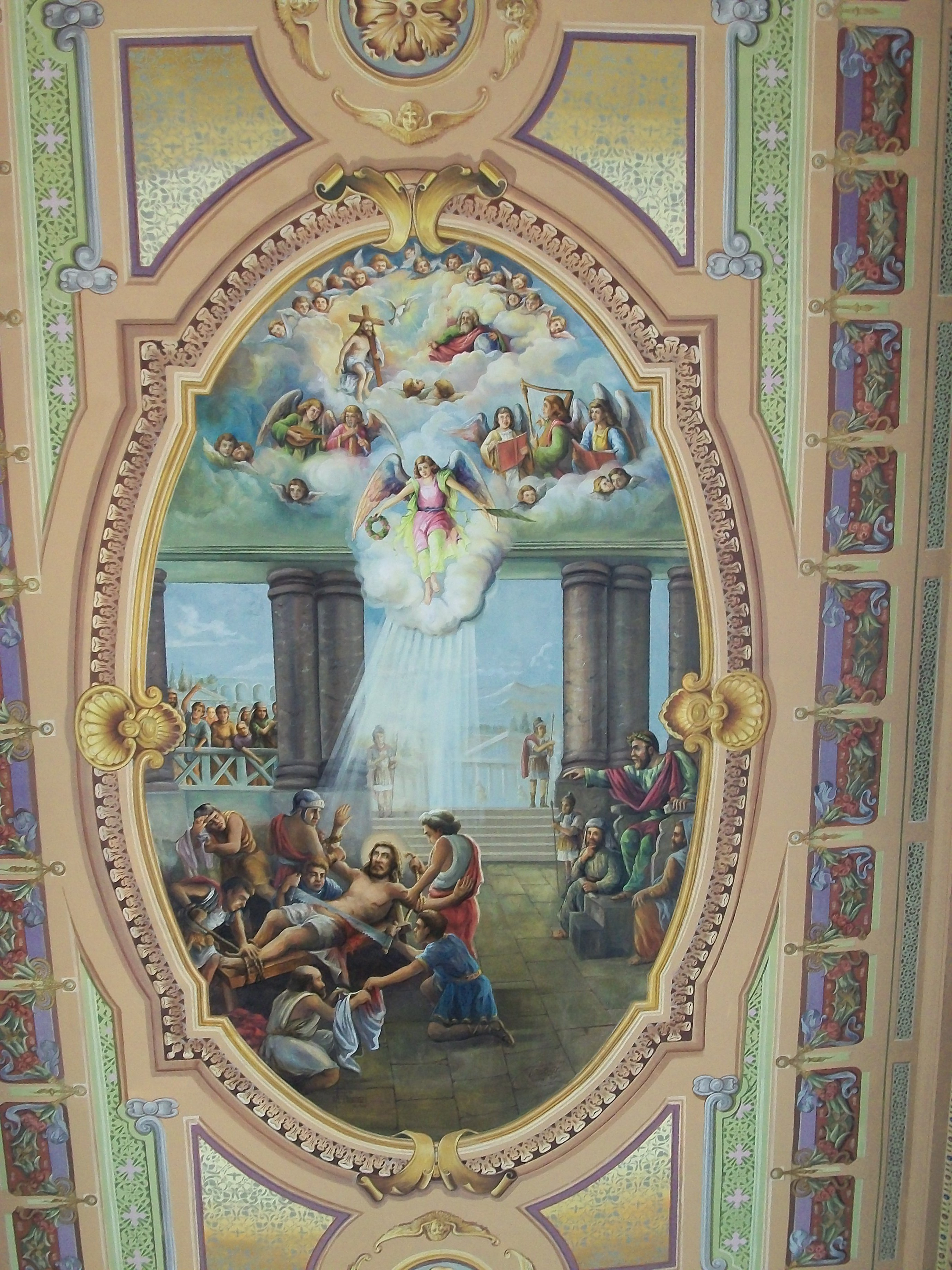
"O martírio de São Simão Apóstolo"

Segundo o cronista cristão Hegésipo, Simão encontrou o martírio nos tempos do imperador Trajano, quando contava com, aproximadamente, 120 anos de idade. As versões sobre a sua execução divergem: na cruz ou, segundo outras tradições menos seguras, pela fogueira, na Armênia.  Mas a tradição católica diz que Simão foi martirizado sendo cortado ao meio vivo por um serrote.

## Iconografia
O apóstolo é representado tendo em sua mão direita o livro aberto, que simboliza a evangelização dinâmica. O livro aberto significa que a Palavra de Deus é sempre atual. Na mão esquerda, o serrote, ferramenta utilizada para o seu martírio. Com os olhos fitos no livro, recorda o amor a Deus acima de todas as coisas.